# Dalok a testnek, dalok a léleknek
Az Edda Művek harmincharmadik albuma, a zenekar történetében másodszor dupla album lett. Az 1. album a Dalok a testnek, a 2. album a Dalok a léleknek címet kapta. Az album tulajdonképpen egyfajta összegzés a zenekar életéből. A Dalok a testnek a lendületes dalokat, a Dalok a léleknek a lírai dalokat tartalmazza. 2018 márciusának közepére platinalemez lett.

## "Dalok a testnek"
1. A 33.
2. Ki mondja meg
3. Pont neked
4. Lazíts haver
5. A szív kínjai
6. Elengedett kézzel
7. A hegyen túl
8. Tetőtől talpig
9. Jó vagy, nagyon jó vagy
10. Nem adom
11. Csak játszunk
12. Piros-Fehér-Zöld

## "Dalok a léleknek"
1. Ima
2. Isten tenyerében
3. A kék madár
4. Még a szél is
5. Mit kezdenél velem
6. Karácsony
7. Közös álmunk
8. Addig szeretlek...
9. A fájdalom
10. A várakozás

## A zenekar
- Alapi István – gitár,szintetizátor, vokál
- Gömöry Zsolt – billentyűs hangszerek, ütőhangszerek, vokál
- Hetényi Zoltán – dob, ütőhangszerek
- Kicska László – basszusgitár
- Pataky Attila – szövegek, ének, vokál

Közreműködik:
- Pataky Gergely – ének